# 阿爾曼冰川
67°52′S 65°45′W / 67.867°S 65.750°W
阿爾曼冰川是南極洲的冰川，位於葛拉漢地，在1940年由美國研究隊拍攝空中照片，在1947由英國探險隊繪入地圖，以瑞典冰川學家命名。